# Fiyi en los Juegos Olímpicos de Roma 1960
Fiyi estuvo representado en los Juegos Olímpicos de Roma 1960 por dos deportistas masculinos que compitieron en atletismo.
El equipo olímpico fiyiano no obtuvo ninguna medalla en estos Juegos.